# Силезские картофельные клёцки

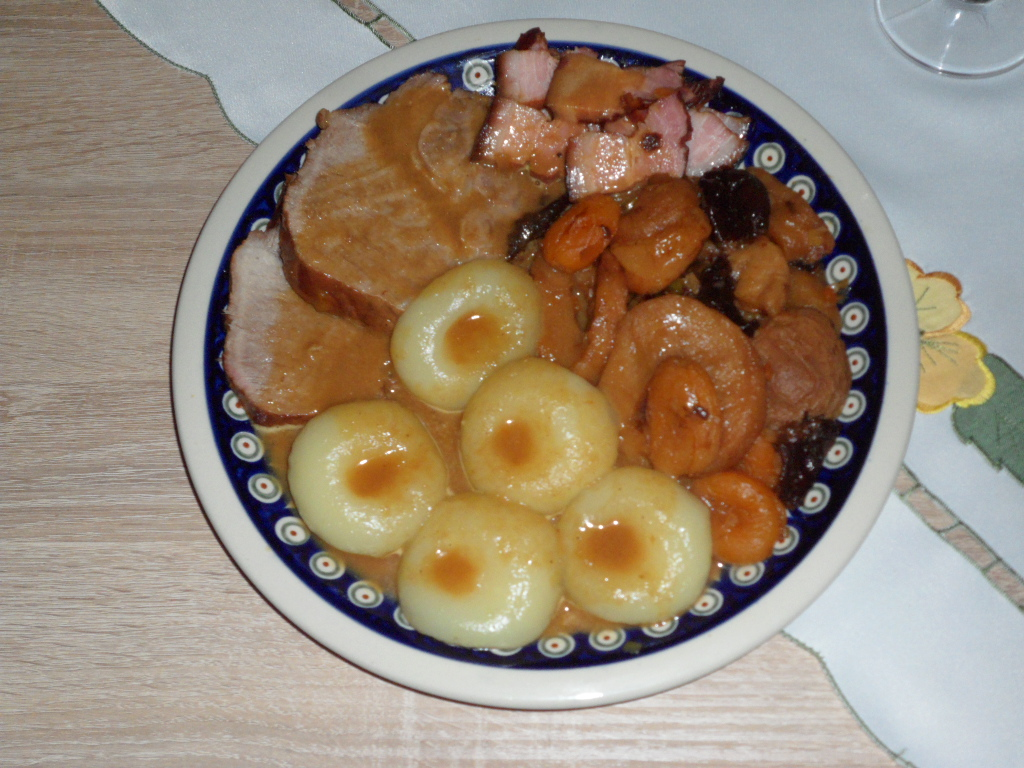
Силезское царствие небесное — традиционное праздничное блюдо, некогда символизировавшее невероятную роскошь в представлении силезских крестьян, включает в себя картофельные клёцки

Силезские картофельные клёцки (нем. schlesische Kartoffelklöße) — разновидность картофельных клёцек, основная пища крестьян Силезии в XIX — начале XX века.

## Описание
Силезские картофельные клёцки бывают нескольких разновидностей, в частности, белые («białe kluski») и чёрные («kluski czarne»).
Тесто для белых силезских картофельных клёцек готовится из отварного картофеля, растолчённого до состояния пюре, картофельной муки и небольшого количества соли. Соотношение картофеля и муки примерно 3:1 или 4:1. В некоторых рецептах в тесто может быть добавлено целое сырое яйцо.
Для того, чтобы сформировать клёцки нужной формы, прибегают к двум разным методам. Первый: скатать заготовку в рулет и затем нарезать. Второй — просто лепят клёцки из теста вручную. Силезским клёцкам придают овальную форму, а посередине пальцем выдавливают круглое углубление, которое в будущем можно использовать для соуса. Подготовленные клёцки варят в подсоленной воде до всплытия.
Чёрные клёцки (также известные, как «польские» или «железные») отличаются тем, что их готовят не из картофельного пюре, а из тёртого сырого картофеля. Кроме картофельной муки, в них добавляется картофельный крахмал.
Блюдо, популярность которого была изначально вызвана низким уровнем жизни (картофель в XIX веке считался пищей бедняков, а сельское хозяйство во многих частях Европы в те годы стало практически монокультурно-картофельным, так как всю более ценную продукцию крестьяне отдавали в виде оброка, налогов или на рынок), со временем, как это нередко бывает, стало предметом гордости в сегодняшней, отнюдь не бедствующей Силезии.
Картофельные клёцки подаются (или подавались) к столу по воскресным дням и по праздникам, особенно на свадьбу, в дополнение к мясу и капусте, с густым соусом (в Сочельник — с пряничным соусом). По традиции, в каждой порции должно быть нечётное количество клёцек.